# جون هيكس (لاعب كرة قدم أمريكية)
جون هيكس (بالإنجليزية: John Hicks)‏ هو لاعب كرة قدم أمريكية أمريكي، ولد في 21 مارس 1951 في كليفلاند في الولايات المتحدة، وتوفي في 30 أكتوبر 2016 في كولومبوس في الولايات المتحدة بسبب السكري.

## وصلات خارجية
- جون هيكس على موقع بوكس ريك (الإنجليزية) (registration required)
- جون هيكس على موقع مرجع كرة القدم المحترفة.كوم (الإنجليزية)